# Кобленц
Кобленц (по ранијем правопису Coblenz, фр. Coblence) град је на левој обали Рајне, на месту где се у њу улива река Мозел. На самом ушћу, које се назива Немачки угао (Deutsches Eck), постављен је споменик. Посједује регионалну шифру (AGS) 7111000.
Кобленц (лат. Confluentes, конфлуенција, ушће) је основао Друз Старији године 8. п. н. е. Град је прославио свој 2000-ти јубилеј 1992.
После Мајнца и Лудвигсхафена на Рајни, то је трећи град по величини у немачкој савезној држави Рајна-Палатинат. Кобленц лежи у Порајњу, 92 километра југоисточно од Келна. Године 2005. број становника био је 107.064.
За време Другог светског рата Кобленц је био седиште оперативног центра немачке војске, због чега су га бомбардовали британски и амерички авиони. Тада је у ваздушним нападима уништено 87% града.

## Знаменитости града
Град Кобленц поседује велики систем фортификација на врховима брда која окружују град са запада, и цитаделу Еренбрајтштајн на супротној обали Рајне. Стари град је био троугластог облика, са рекама на две стране и зидинама на трећој. Зидине су срушене 1890, да би се град проширио. Град је важна раскрсница железнице према Келну, Берлину и Француској. Преко Рајне постоји аутомобилски мост, и мало даље, леп железнички мост са два распона и пругом Берлин-Мец. Преко реке Мозел постоји готички камени мост са 14 лукова — Бодуенов мост, подигнут 1344, и још један железнички мост.
Град се до 1890. састојао од Старог града и Новог града или Клеменштата. Стари град је збијен и има само пар лепо уређених улица и тргова, док су у Новом граду бројне лепо уређене улице и обала Рајне. У граду постоји више историјски вредних објеката. Међу њима се истиче Црква светог Кастора, са четири торња. Цркву је подигао 836. Луј Побожни, али садашња романичка грађевина је из 1208, док готичка кровна структура потиче из 1498. Испред Цркве св. Кастора налази се фонтана коју су Французи подигли 1812, са натписом који говори о Наполеоновом походу на Русију. Недуго затим, руске трупе су окупирале Кобленц. Њихов командант је иронично допунио посвету: Vu et approuvé par nous, Commandant russe de la Ville de Coblence: Janvier 1er, 1814 (превод: Видео и одобрио, руски командант града Кобленц, дана 1. јануара 1814).
У граду се налази породична кућа Метерниха, где је 1773. рођен кнез Метерних, познати аустријски државник.
У новијем делу града лежи палата (Residenzschloss), која једном страном гледа ка Рајни, а другом на Нови град. Изграђена је 1778—1786, по налогу Клемент Венцеслауса, последњег електора Трира. Од свих јавних споменика, најзначајнија је колосална коњаничка статуа цара Вилхелма I Немачког из 1897, на Немачком углу.

## Привреда
Кобленц је центар за трговину винима из региона Мозела и Рајне. Такође извози минералну воду.
Градска индустрија обухвата израду аутомобилских делова, жице, клавира, папира, бродова и баржи. Кобленц је важан транспортни центар за железнички и речни саобраћај.

## Међународна сарадња
| Мјесто      | Држава               | Врста сарадње | Од    |
| ----------- | -------------------- | ------------- | ----- |
| Вараждин    | Хрватска             | партнерство   | 2007. |
| Остин       | САД                  | партнерство   | 1992. |
| Мастрихт    | Холандија            | партнерство   | 1981. |
| Петах Тиква | Израел               | партнерство   | 2000. |
| Новара      | Италија              | партнерство   | 1991. |
| Нориџ       | Уједињено Краљевство | партнерство   | 1978. |
| Харингеј    | Уједињено Краљевство | партнерство   | 1969. |
|             | Француска            | партнерство   | 1963. |
| Извор       |                      |               |       |